# Oebalia harpax
Oebalia harpax är en tvåvingeart som beskrevs av Fan 1987. Oebalia harpax ingår i släktet Oebalia och familjen köttflugor. Inga underarter finns listade i Catalogue of Life.